# Don't Pass Me By
«Don't Pass Me By» (de l'anglès, "No m'ignoris") és una cançó de The Beatles, llançada en el seu disc homònim de 1968, sent la catorzena cançó del mateix. Suposa el debut com a compositor del baterista del grup, Ringo Starr. Té una duració de 3 minuts i 50 segons, cosa que el converteix en un tema més llarg que la majoria dels altres de l'àlbum.

## Origen
Aquesta cançó va ser composta per Starr el 1963, però originalment va ser rebutjada pels altres Beatles. Ringo ja havia estat coautor de la cançó «What Goes On» de l'àlbum Rubber Soul de 1965, i també havia participat en la cançó instrumental «12-Bar Original», però no s'havia gravat mai cap de les seves pròpies cançons.
L'esment públic més antic de «Don't Pass Me By» data de 1964, quan els Beatles van assistir a un programa de tertúlia de la ràdio de la BBC anomenat Top Gear per promocionar la cançó «And I Love Her». A la conversa, se li va preguntar a Starr si mai havia compost alguna cançó, i McCartney es va burlar d'ell cantant la primera línia ("Don't pass me by, don't make me cry, don't make me blue") sent clarament «Don't Pass Me By», amb lletres lleugerament diferents.

## Enregistrament
La cançó va ser gravada en tres sessions independents: el 5 i el 6 de juny, i el 12 de juliol de 1968. Encara que les referències de la cançó d'aquest any l'anomenaven «Don't Pass Me By», a la sessió del 5 de juny va ser anomenada «Ringo's Tune (Untitled)» a l'etiqueta de la cinta, i el 6 de juny «This Is Some Friendly». El 12 de juliol, el títol va ser corregit.

## Personal
- Ringo Starr: Veu, bateria (Ludwig Black Oyster Pearl Super Classic), esquellot, maraques, congas, piano (Challen Upright), cascavells.
- Paul McCartney: Piano (Steinway Vertegrand), baix (Fender Jazz Bass).
- Jack Fallon: Violí.

Segons Beatles Music History